# Левша (мультфильм)
«Левша» — советский полнометражный мультипликационный фильм в технике перекладки, снятый в 1964 году режиссёром Иваном Иванов-Вано.
Эпиграф к мультфильму: «Замечательным русским умельцам прошлого, настоящего и будущего посвящается этот фильм».

## Сюжет
Экранизация одноимённого сказа Николая Лескова об удивительном мастере Левше, который «аглицкую» стальную блоху подковал.

## История создания
Замысел мультфильма о мастере-самородке по повести Лескова Иванов-Вано вынашивал около 30 лет. Со временем он пришёл к мысли, что своеобразие сказа Лескова можно передать, создав изобразительный ряд с опорой на художественный строй русского лубка с «его характерной обобщённостью форм, специфической выразительностью». Новаторской для мультипликации была идея показать эволюцию характера главного героя. Художников-постановщиков при создании фильма вдохновляли старинные гравюры (действие в царском дворце), гравюры английские (зарубежная линия), а тульские эпизоды были решены в стилистике лубка, органично объединяющей все три линии. По предложению художник-мультипликатора «Левши» Юрия Норштейна, фильм делался в технике перекладки.

## Создатели
- Сценарий и постановка — Ивана Иванова-Вано
- Режиссёр — Владимир Данилевич
- Композитор — Анатолий Александров
- Художники-постановщики: Аркадий Тюрин, Марина Соколова, Анатолий Курицын
- Оператор — Иосиф Голомб
- Звукооператор — Борис Фильчиков
- Мультипликаторы: Юрий Норштейн, Кирилл Малянтович, Лев Жданов, Галина Золотовская, Михаил Ботов
- Художники-декораторы: Александр Горбачев, Г. Невзорова, Владимир Алисов, Вера Роджеро, Т. Зуйкова, А. Волков, Владимир Соболев
- Художники-конструкторы: Олег Масаинов, Ю. Бенкевич, Светлана Знаменская, Лилианна Лютинская, Н. Будылова, Владимир Аббакумов, Вера Черкинская, М. Спасская
- Редактор — Наталья Абрамова
- Монтажёр — Нина Майорова
- Государственный симфонический оркестр кинематографии, дирижёр — Герман Гамбург
- Текст читает — Дмитрий Журавлёв
- Директор картины — Натан Битман

## Награды
- 1964 — Почётный диплом на VII Международном кинофестивале короткометражных и документальных фильмов в Лейпциге.